# Flavio Bertelli (pittore)
Flavio Bertelli (San Lazzaro di Savena, 15 agosto 1865 – Rimini, 29 dicembre 1941) è stato un pittore italiano.
Flavio Bertelli è stato tra i pochi esponenti del divisionismo in ambito bolognese, oltre ad Augusto Majani ed Alessandro Scorzoni. Inoltre, appartiene a quel gruppo di pittori paesaggisti dell’inizio del 900 della "Scuola bolognese di pittura", come Luigi Bertelli (il padre di Flavio), Giovanni Secchi, Antonino Sartini, Guglielmo Pizzirani, Alessandro Scorzoni, Gino Marzocchi e Garzia Fioresi, che hanno dipinto i paesaggi emiliano-romagnoli, riproducendone le bellezze e testimoniandone, con il pennello, i cambiamenti nel tempo.

## Formazione e biografia

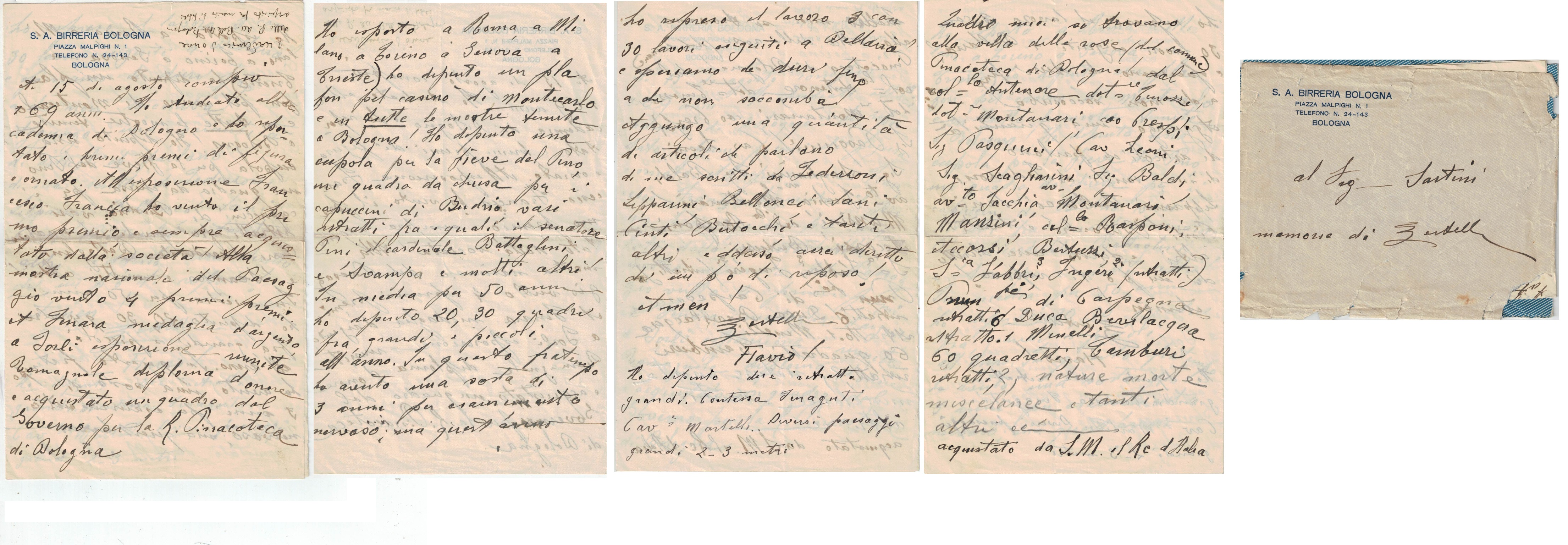
Memorie di Flavio Bertelli, scritte di suo pugno e spedite all'amico Antonino Sartini.

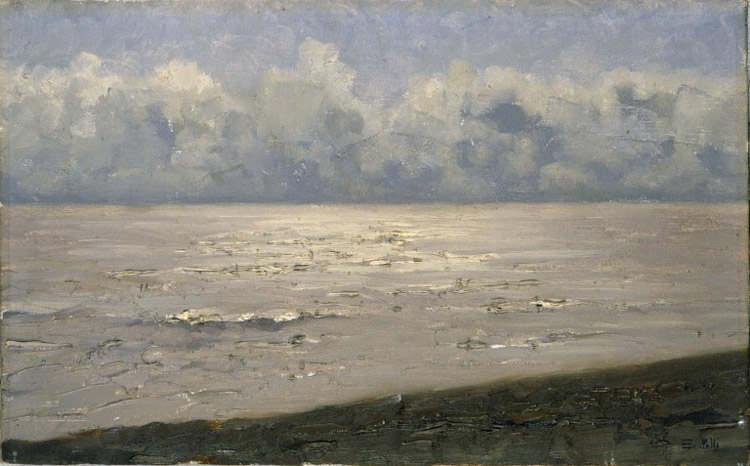
Marina, 1921, Pinacoteca comunale di Faenza.

Figlio del pittore Luigi Bertelli e di Matilde Benetti, Flavio Bertelli nasce a San Lazzaro di Savena nel 1865. La famiglia è benestante e di buon livello culturale: uno zio di Luigi Bertelli, Francesco Bertelli, è docente di Astronomia all'Università di Bologna; un figlio di questi, Timoteo Bertelli, è padre barnabita di vasto sapere.  Frequenta il Collegio di “San Luigi” a Bologna e successivamente il Collegio “Alle Querce” di Firenze, frequentando inoltre lo studio di Telemaco Signorini, maturando per il maestro ammirazione ed affetto. Quest'ultimo era il pittore che aveva conosciuto di persona Manet e Degas, era la mente più aperta di tutto il movimento macchiaiolo. Tornato a Bologna, nel 1883 si iscrive all'Accademia di Belle Arti dove resta solo un anno nonostante la vittoria di due medaglie, una per l'Ornato e una per il Disegno di Figura.

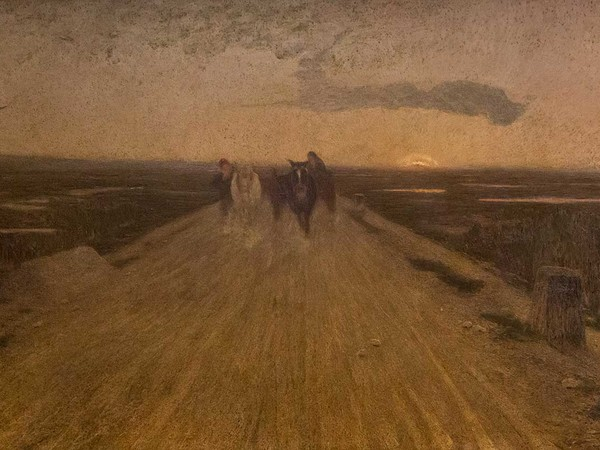
Sera, 1898. Collezione privata.

Nel 1885 abbandona gli studi per dedicarsi alla pittura e a soli ventitré anni partecipa all'Esposizione nazionale di belle arti di Bologna. Nel 1891 espone Nevicata alla I Triennale di Brera e probabilmente in questa occasione conosce Vittore Grubicy de Dragon con cui condivide i principi del divisionismo.
In quello stesso anno, a seguito del fallimento della fornace di famiglia, Flavio versa in una condizione economica molto difficile. Costretto a lasciare la casa di famiglia, si trasferisce in una soffitta di Palazzo Bentivoglio a Bologna, dove in seguito conosce Alfredo Baruffi ed entra a far parte del cenacolo dei Giambardi della Sega, con cui condividerà la breve esperienza dell'Academia de la Lira. Espone alla II Triennale di Brera ottenendo grande successo presso la critica e nel 1895 partecipa alla mostra della Società Francesco Francia, cui continuerà a prendere parte sino al 1922.
Nel 1898 all'Esposizione nazionale di Torino presenta il grande dipinto divisionista Sera. Nel 1900 lascia Palazzo Bentivoglio per trasferire il suo studio in via del Poggiale. In quello stesso anno collabora all'illustrazione della rivista Italia ride e rifiuta l'importante proposta dell'editore Giulio Ricordi di illustrare spartiti musicali. Partecipa nel 1903 alla LXII Esposizione della Società Promotrice delle Belle Arti di Torino e nel 1905 si occupa della decorazione del battistero della chiesa di Sant'Ansano a Pieve del Pino. Nel 1909 è nominato accademico dall'Accademia di Belle Arti di Bologna.
Nel 1915 termina Oltre il Pincio, ritenuto dalla critica il suo capolavoro, che gli è costata anni di fatica. 

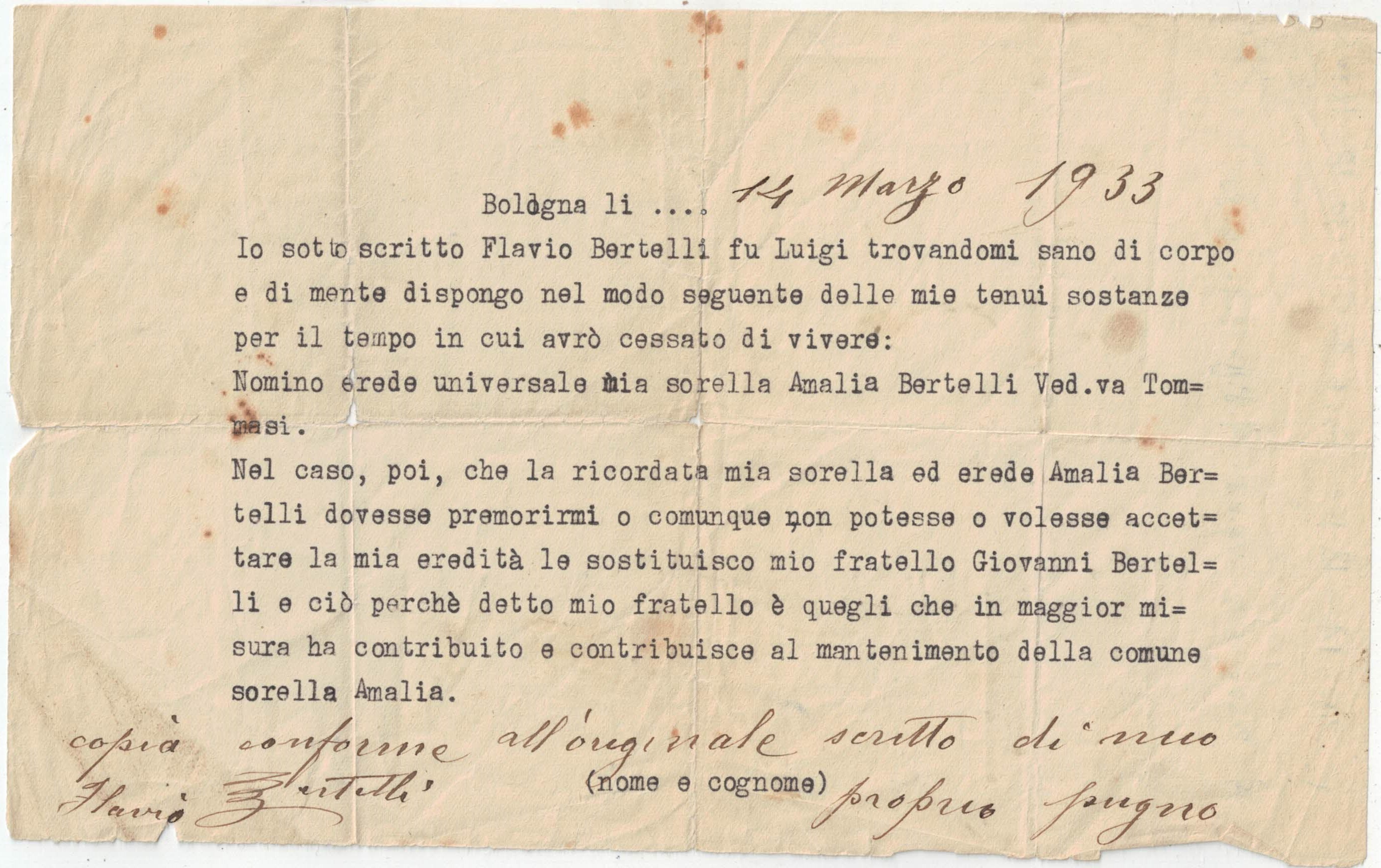
Copia firmata del testamento di Flavio Bertelli nel 1933.

La parabola divisionista giunge a compimento e si conclude con la crisi spirituale del 1918. Infatti, la forte crisi depressiva lo convincerà all'abbandono della tecnica divisionista che richiede concentrazione massima e tempi lunghi. Bertelli recupera la pittura post macchiaiola appresa negli anni fiorentini. Nel 1921 partecipa alla I Biennale romana e alla Fiorentina primaverile. Nel corso degli anni venti Flavio compie diversi viaggi tra la Romagna e le Marche: soggiorna in Carpegna, in Montefeltro, a Monghidoro, Pennabilli, Modigliana, Gabicce e Cattolica. In questi anni dipinge moltissime opere che regala ai suoi amici in cambio di ospitalità. Da loro sappiamo che Flavio fosse ospite gentile e gradito: essi lo ricordano come gradevole pianista, persona amabile, colta e riservata.

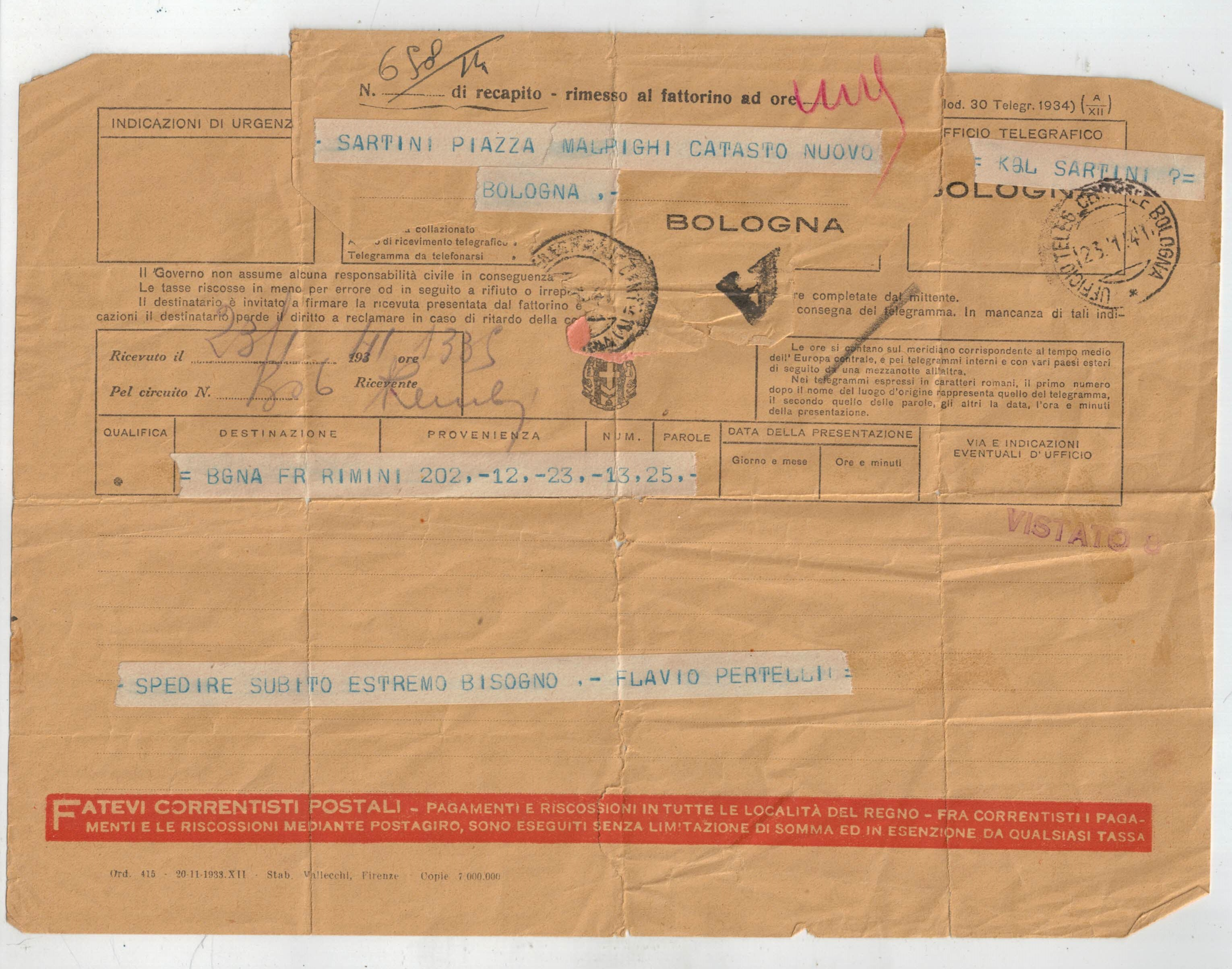
Telegramma inviato da Flavio Bertelli all'amico Antonino Sartini il 23 gennaio 1941, alcuni mesi prima di morire.

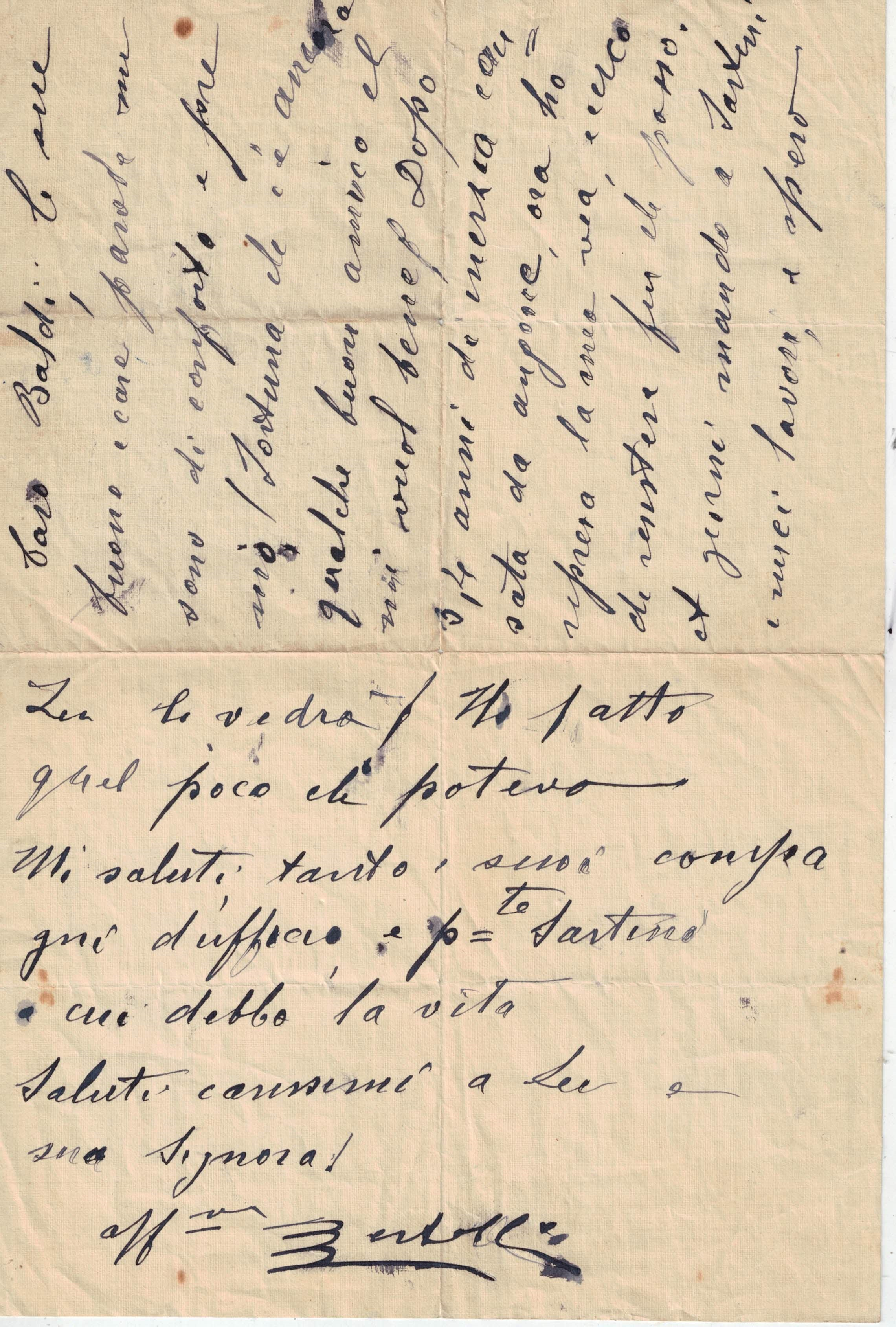
Lettera di Flavio Bertelli a Baldi Alfredo (amico anche di Antonino Sartini), dove esprime la sua riconoscenza verso Sartini.

Nel 1929 è colpito da una nuova gravissima crisi depressiva. Ricoverato in una clinica privata è costretto a uscirne prima del tempo perché impossibilitato a pagarne le spese.
Lascia quindi lo studio in via del Poggiale ed è dapprima ospite a Crespellano dall'amico e pittore Antonino Sartini, il quale si improvvisa mercante per vendergli i dipinti accumulati in tanti anni e nello stesso tempo lo convince a tornare a dipingere. Nel 1933 si trasferisce alla Cagnona di Bellaria in un'umile casa insieme alla sorella Amalia. In questi anni è supportato dagli amici che gli procurano gli strumenti da lavoro e si occupano della vendita dei quadri. Tra questi troviamo l'amico e pittore Antonino Sartini che continua ad aiutarlo e sostenerlo. Tuttavia vi sono altri che da Bologna portano in dono al pittore pennelli, colori e altro materiale, al fine di comprare i quadri di Bertelli ad un prezzo estremamente basso, lasciando ben poco margine di guadagno all'artista.
Il 29 dicembre del 1941, all'età di settantasei anni, Flavio Bertelli si spegne per una neoplasia gastrica all'Ospedale di Rimini. Viene sepolto al Cimitero monumentale della Certosa di Bologna. Tuttavia, viene riportato nel catalogo della mostra retrospettiva di Bertelli Flavio del 1952, del 1981 e del 1991 che: "Il Circolo Artistico di Bologna, nel decenale della morte dell'artista stanzia una somma per trasportare le spoglie di Flavio Bertelli a Bologna. Ma arriva tardi: le ossa di Flavio sono ormai confuse con quelle di altra porvera gente in una fossa comune del Cimitero di Rimini". Lo stesso Circolo scrive infatti nel 1952 che: "Si intendeva ricuperare i resti del corpo, sepolto in un campo comune del cimitero di Rimini, prima che fossero confusi con altri nell'ossario, e dare a essi perpetua distinzione nella nostra Certosa...L'intervento del Circolo non è giunto a tempo a salvare le ossa dalla dispersione...".

## Stile

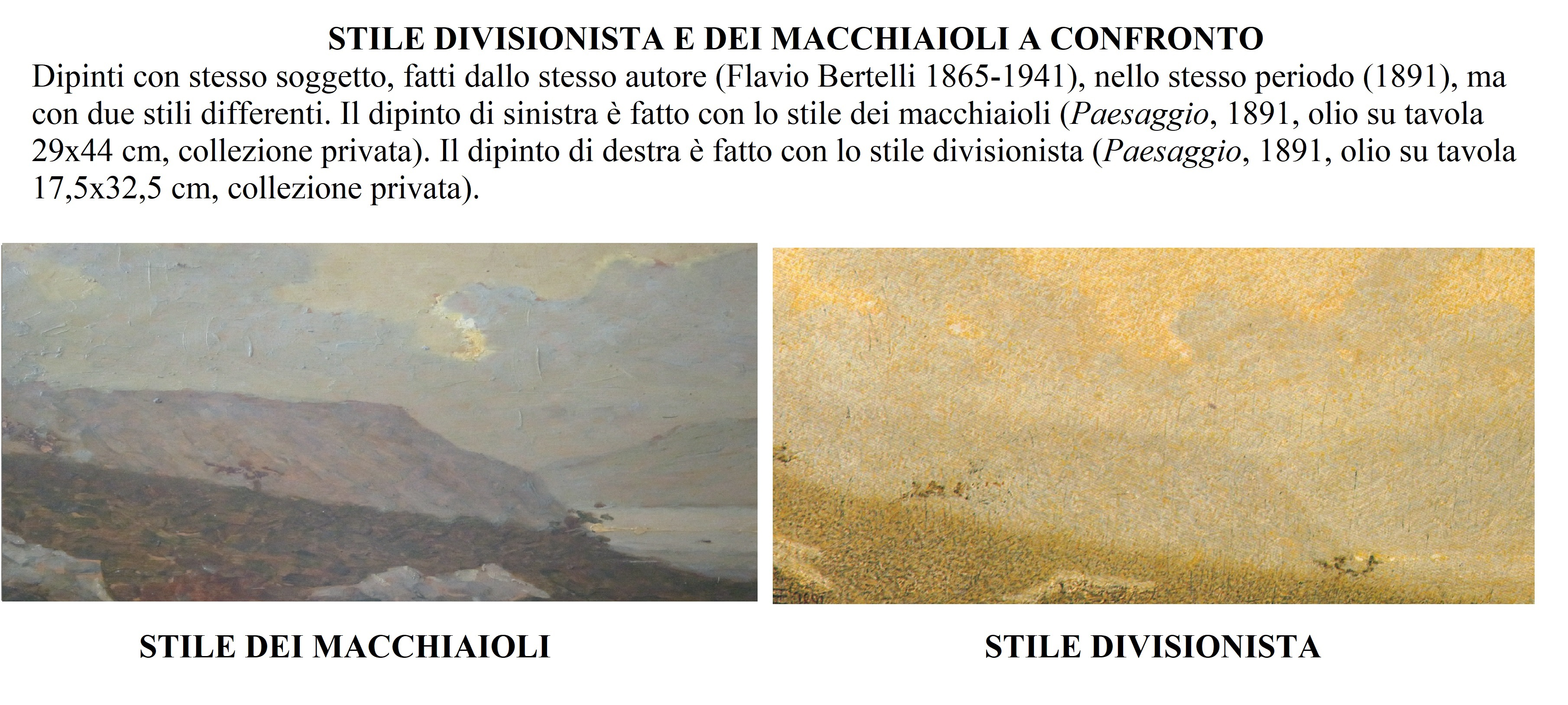
I due stili di Bertelli a confronto.

Flavio Bertelli è stato tra i principali rappresentanti del divisionismo bolognese. Tra le opere divisioniste più significative si ricorda: Paesaggio (1891), Sera (1898) e Oltre il Pincio (1915). Alla crisi depressiva del 1918 segue il graduale abbandono della tecnica divisionista in favore del recupero della pittura di macchia appresa negli anni fiorentini da Telemaco Signorini. Negli anni Trenta la pittura svapora divenendo meno materica e lasciando trasparire il supporto senza mai perdere del lirismo tipico di tutta la sua produzione.

## Opere (datate)

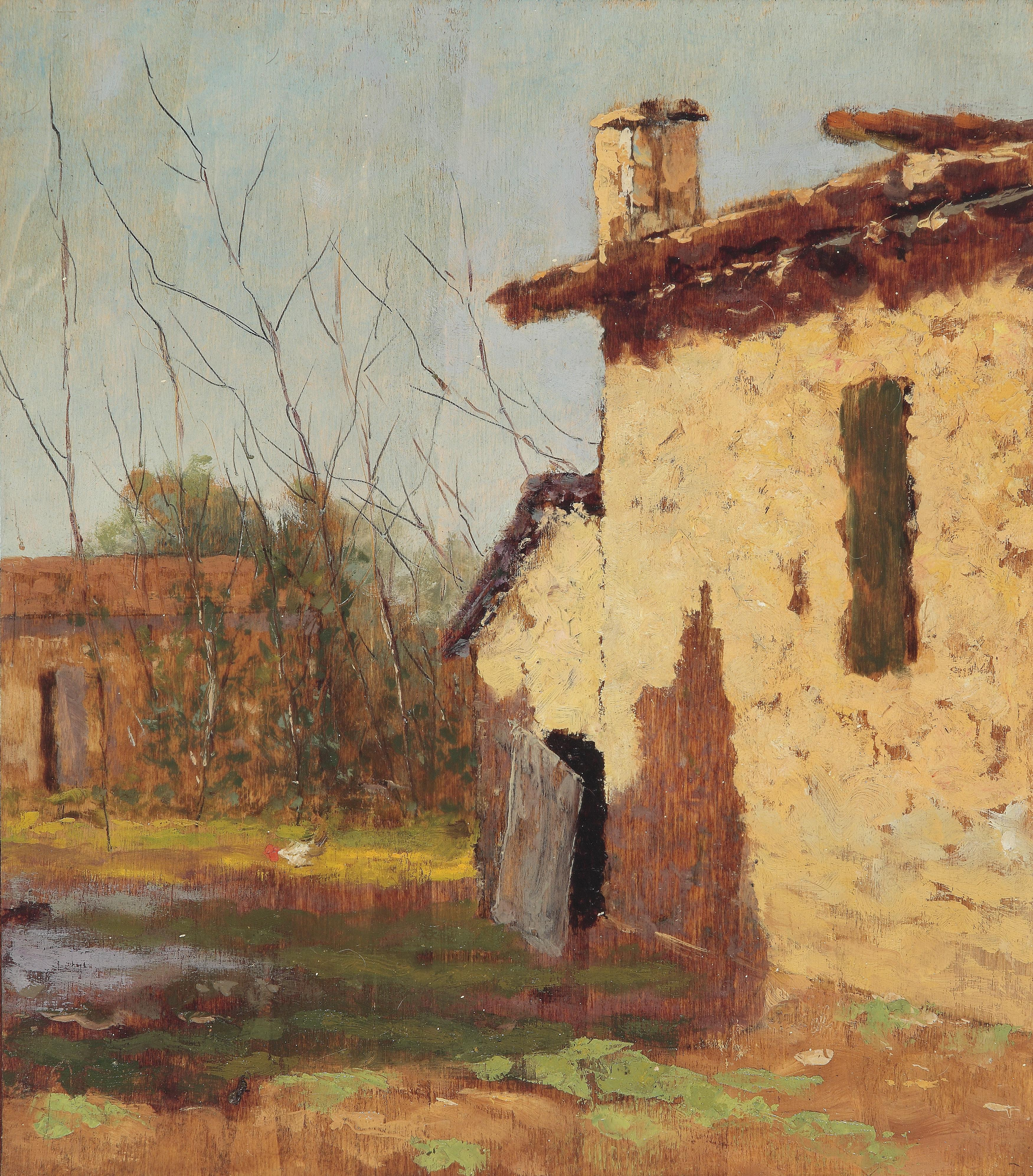
Casa al sole, 1938

- Ritratto ovale di giovane donna, 1885 circa, olio su tela incollata su cartone, 19x16 cm, collezione privata.
- Appennino (stile divisionista), 1891, olio su tavola, 17,5x32,5 cm, collezione privata.
- Appennino (stile macchiaioli), 1891, olio su tavola, collezione privata.
- Paesaggio (stile divisionista), 1891, olio su tavola, 17,5x32,5 cm, collezione privata.
- Paesaggio (stile macchiaioli), 1891, olio su tavola, 29x44 cm, collezione privata.
- Il tramonto e l'alba, 1895, olio su tela, 130x205 cm, MAMbo – Museo d'Arte Moderna di Bologna.
- Ultimo bacio di sole morente, 1897, olio su tela, 65x44,5 cm, collezione privata.
- Sera, 1898, olio su tela, 150x300 cm, collezione privata.
- Premilcore, 1907, olio su tela, 40x57 cm, collezione privata.
- Ritratto di signora con sfondo di rose, 1907, olio su cartone ovale, 22x16 cm, collezione privata.
- Bimba al sole, 1910, olio su tavola, 34x25,4 cm, collezione privata.
- Al pascolo, 1912 circa, olio su tela, 46x82,5 cm, collezione privata.
- Sottobosco, 1912 circa, olio su tela, 75x118 cm, collezione privata.
- Il tacchino, 1915, olio su tela, 24,5x52,5 cm, collezione privata.
- Oltre il Pincio, 1915, olio su tela, 63x77 cm, collezione privata.
- Solitudine, 1915, olio su tela, 55,5x153,5 cm, collezione privata.
- Gabicce, 1918, olio su tela, 67x44 cm, collezione privata.
- Gabicce, 1918 circa, olio su tavola, 41,5x61 cm, collezione privata.
- La demolizione delle torri, 1918, olio su tavola, 35x26 cm, collezione privata.
- Il pane delle anime, 1918 circa, olio su cartoncino, 20,7x34 cm, Collezioni di Arte e di Storia della Fondazione Cassa di Risparmio in Bologna.
- Rupe di Gabicce, 1918 circa, olio su tavola, 33,5x22 cm, collezione privata.
- A Premilcore, 1920 circa, olio su cartone, 32,5x48,5 cm, collezione privata.
- Ciliegio in fiore, 1920 circa, olio su cartone, 30,5x41,5 cm, collezione privata.
- Fioritura, 1920 circa, olio su cartone, 19x27,5, collezione provata.
- Il ponte della signora a Modigliana, 1922 circa, olio su cartone, 29x42,5 cm, collezione privata
- Primavera, 1922 circa, olio su tavola, 20x35 cm, collezione privata.
- Primo sole, 1922 circa, olio su tavola, 27x42 cm, collezione privata.
- Lungo il canale, 1922 circa, olio su tela, 48x71,5 cm, collezione privata.
- Autoritratto, 1923, olio su tela, 42x28,5 cm, Collezioni di Arte e di Storia della Fondazione Cassa di Risparmio in Bologna.
- Tramonto invernale in Carpegna, 1923, olio su cartone, 43,5x55 cm, collezione privata.
- La trecciaiola, 1923 circa, olio su cartone, 33,5x24 cm, collezione privata.
- Signorina nel castagneto, 1923, olio su tela, 56x72 cm, collezione privata.
- Carpegna, 1924, olio su compensato, 29,5x44,5 cm, collezione privata.
- Il bottaccio, 1924, olio su tela, 60x95 cm, MAMbo – Museo d'Arte Moderna di Bologna.
- Paesaggio della Carpegna, 1925, olio su tavola, 39,5x29,5 cm, collezione privata.
- I gelsi, 1925, olio su tavola, 24,5x38 cm, collezione privata.
- Sul Marecchia (Pennabilli), 1925, olio su tela, 100x50 cm, collezione privata.
- Miscellanea, 1926, olio su tavola, cm 21,5x32,5, collezione privata.
- Carpegna, 1926, olio su tela, 54,5x85 cm, collezione privata.
- Il canale, 1926, olio su tela, 55x85 cm, collezione privata.
- Orfana di guerra, 1926, olio su tela, 29x44 cm, collezione privata.
- Alba d'autunno, 1928 circa, olio su cartone, 19x27,5 cm, collezione privata.
- La tagliata, 1928 circa, olio su tela, 32,2 x50,7 cm, collezione privata.
- Paesaggio, 1930, olio su tela, 28x28 cm, MAMbo – Museo d'Arte Moderna di Bologna.
- Papaveri, 1930, olio su cartone, 26,5x41 cm, collezione privata.
- Dopo la pioggia, 1930, olio su tavola, 49x79 cm, collezione privata.
- Bellaria, 1933, olio su compensato, 30x39,5 cm, collezione privata.
- Ritratto di bambina, 1934 circa, olio su compensato, 39x31 cm, collezione privata.
- Dicembre, 1935, olio su tavola, 29,9x44,8 cm, collezione privata.
- L'umile capanno del pescatore, 1935, olio su compensato, 50x60 cm, collezione privata.
- Nel silenzio della sera, 1935, olio su compensato, 49x60 cm, collezione privata.
- Alba, 1936, olio su tavola, 46x36 cm, collezione privata.
- La celletta, 1936, olio su compensato, 50,5x39,5 cm, collezione privata.
- Autoritratto, 1937, olio su compensato, 49,5x35 cm, collezione privata.
- Andata al fonte, 1938, olio su compensato, 39,5x32 cm, collezione privata.
- La calma della sera, 1938, olio su tavola, 39x17,5 cm, collezione privata.
- Fiori di pesco, 1939, olio su compensato, 40x60 cm, collezione privata.
- Lungo la ferrovia, 1939, olio su tavola, 48x32 cm, collezione privata.

## Opere (non datate)
- Notturno, olio su tavola, 26x47 cm, collezione privata.
- La lavandaia, olio su tela, 30x49 cm, collezione privata.
- Paesaggio montano, olio su tavola, 23x32 cm, collezione privata.
- Casolare rustico, olio su tavola, 30x45 cm, collezione privata.

## Galleria d'immagini

OPERE DI FLAVIO BERTELLI
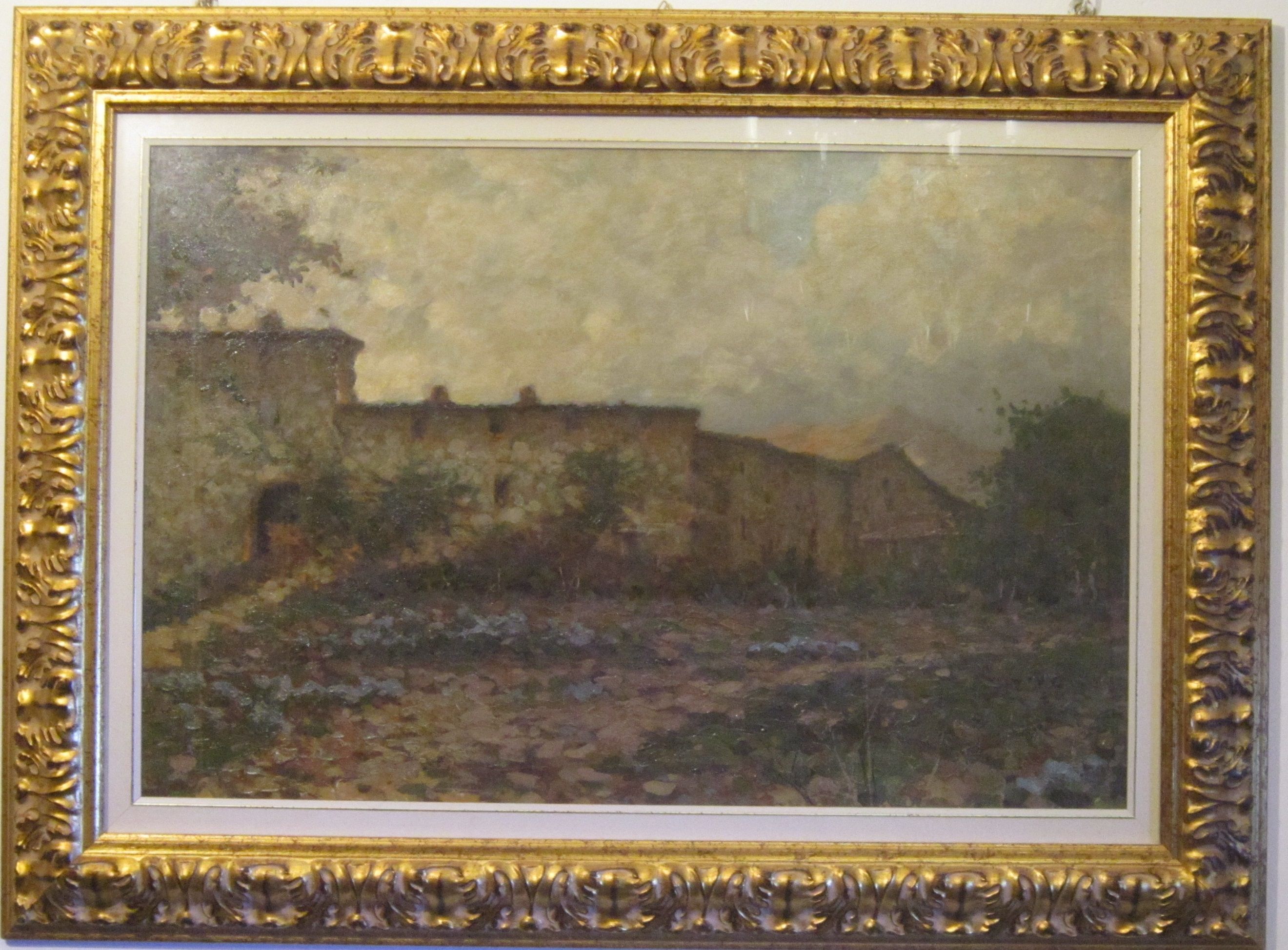
Dopo la pioggia, 1930, olio su tavola, 49 x 79 cm, collezione privata.
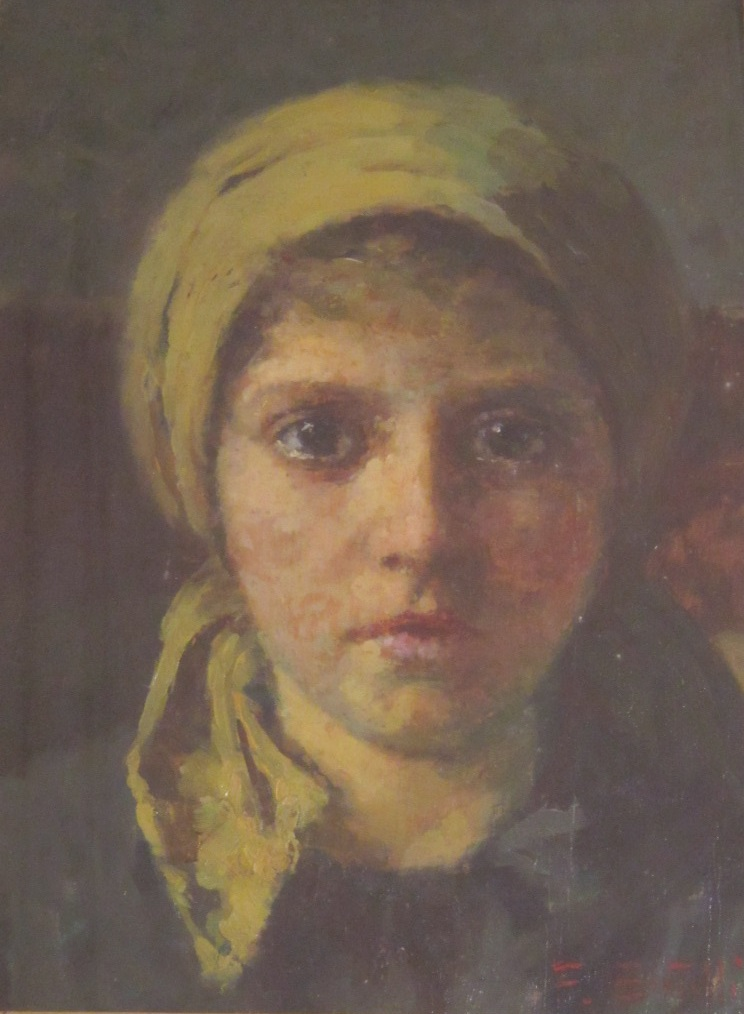
Orfana di guerra, 1926, olio su tavola, 49 x 79 cm, collezione privata.
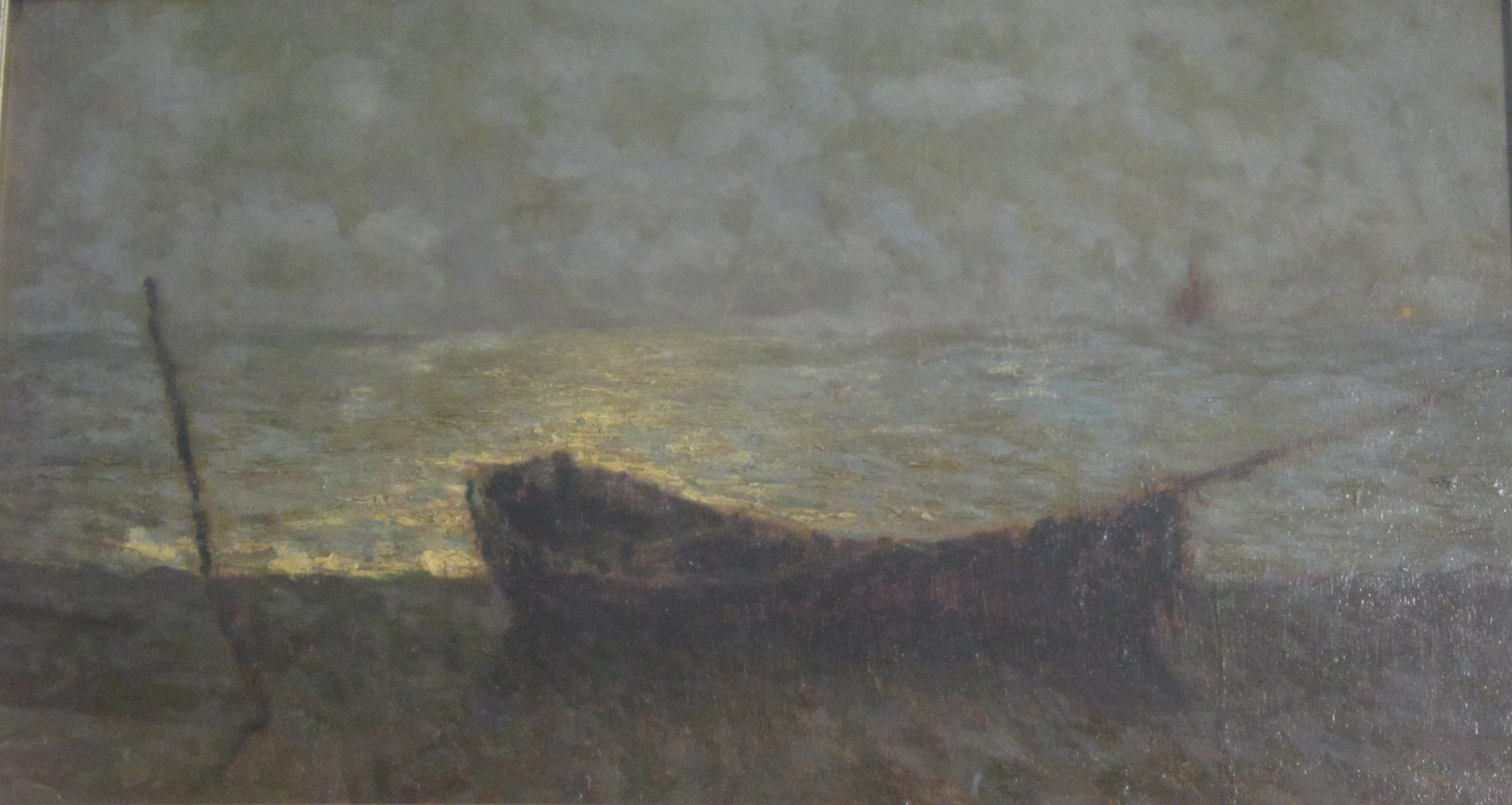
Notturno, olio su tavola, 26 x 47 cm, collezione privata.
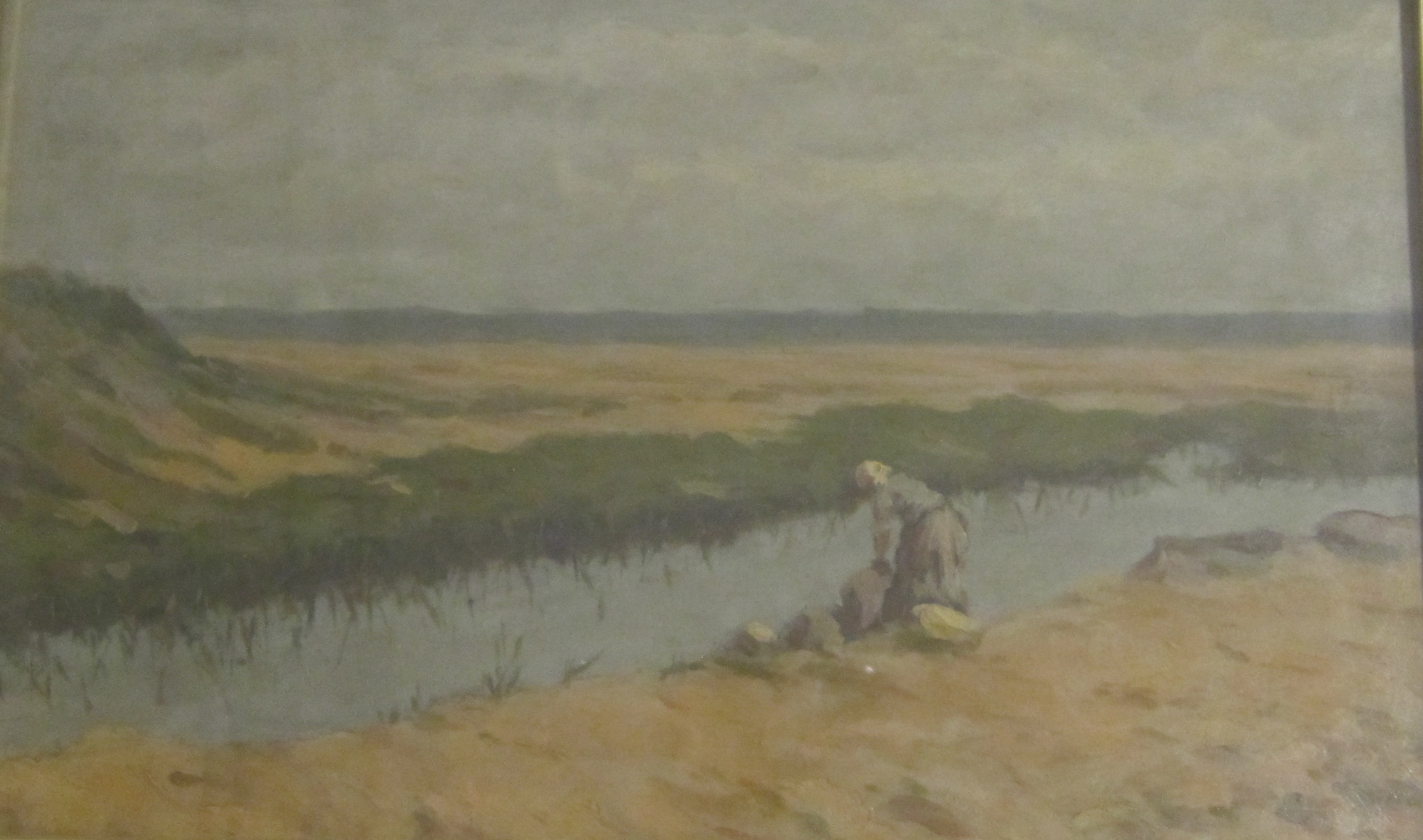
La lavandaia, olio su tela, 30 x 49 cm, collezione privata.
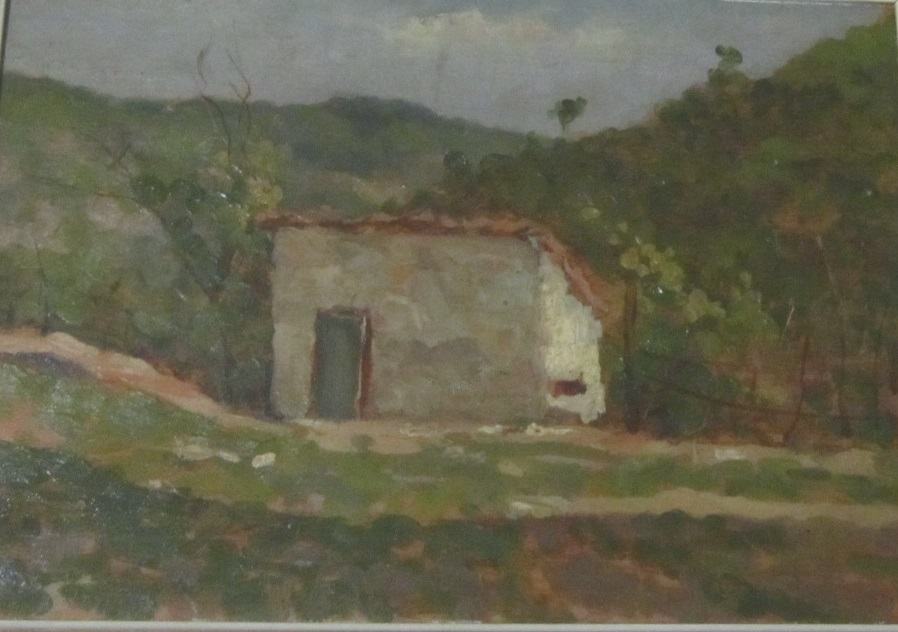
Paesaggio montano, olio su tavola, 23 x 32 cm, collezione privata.
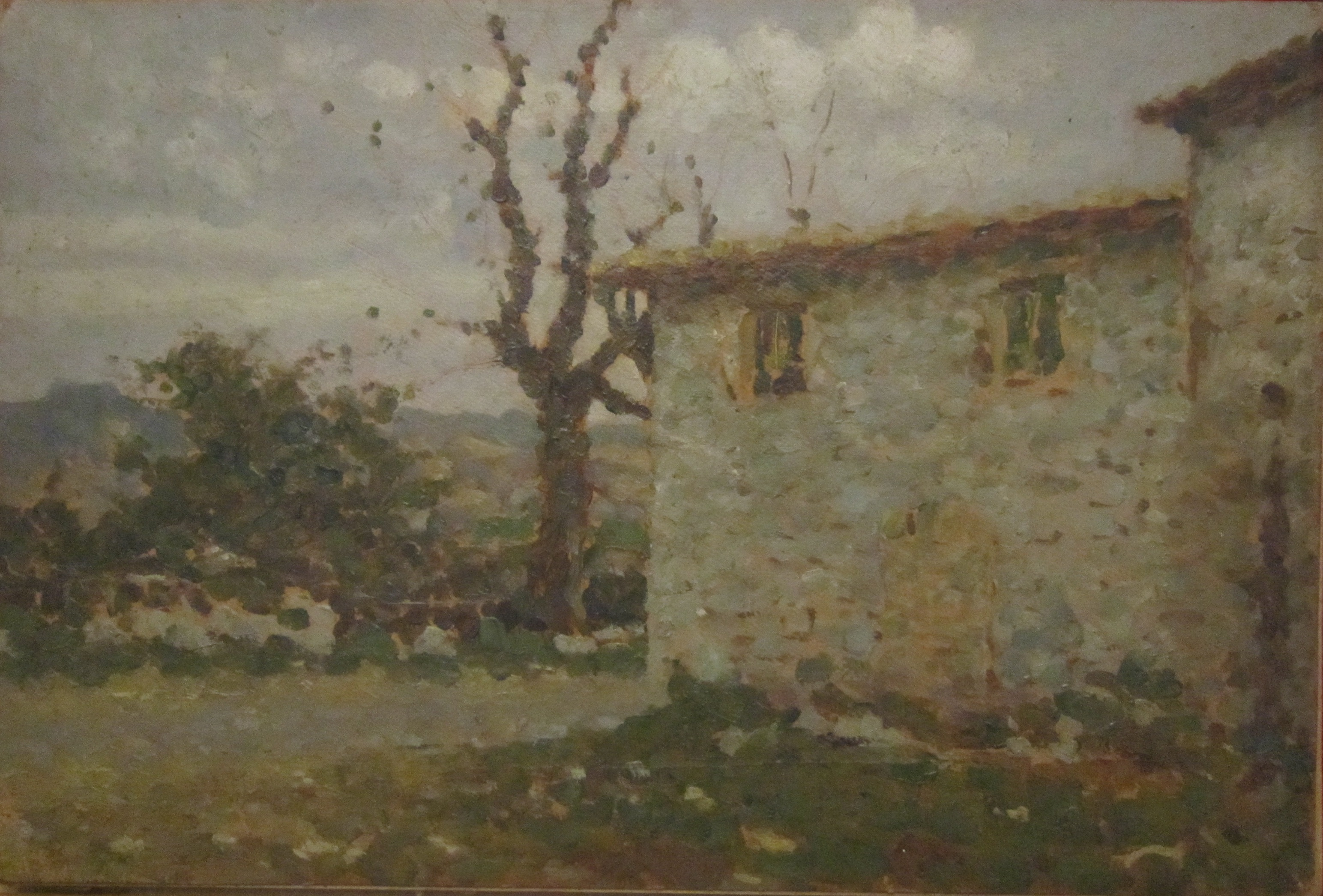
Casolare rustico, olio su tavola, 30 x 45 cm, collezione privata.
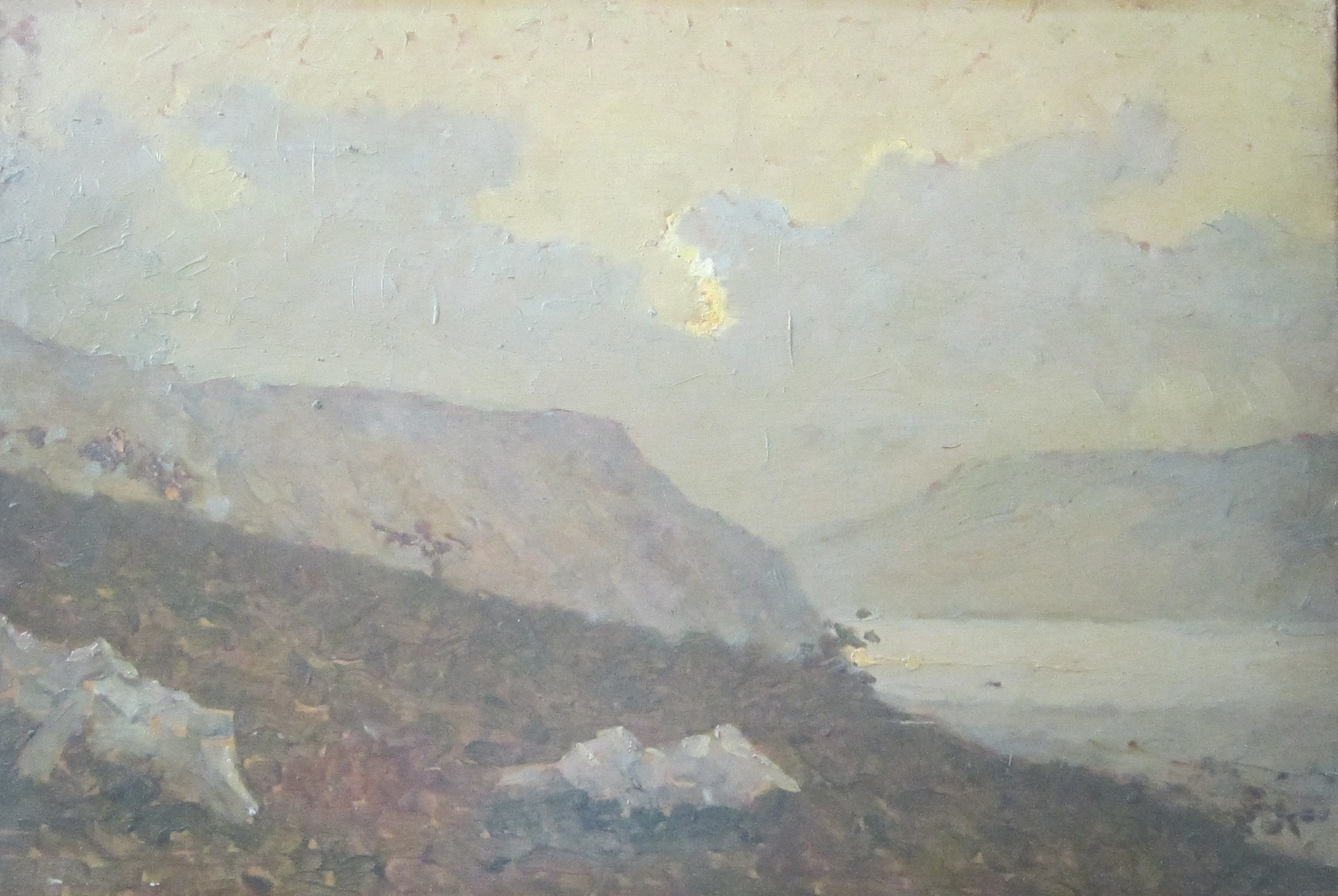
Paesaggio (stile macchiaioli) (esiste un'altra opera sempre con lo stesso soggetto ma in stile divisionista), 1891, olio su tavola, 29 x 44 cm, collezione privata.

## Galleria di foto di Flavio Bertelli

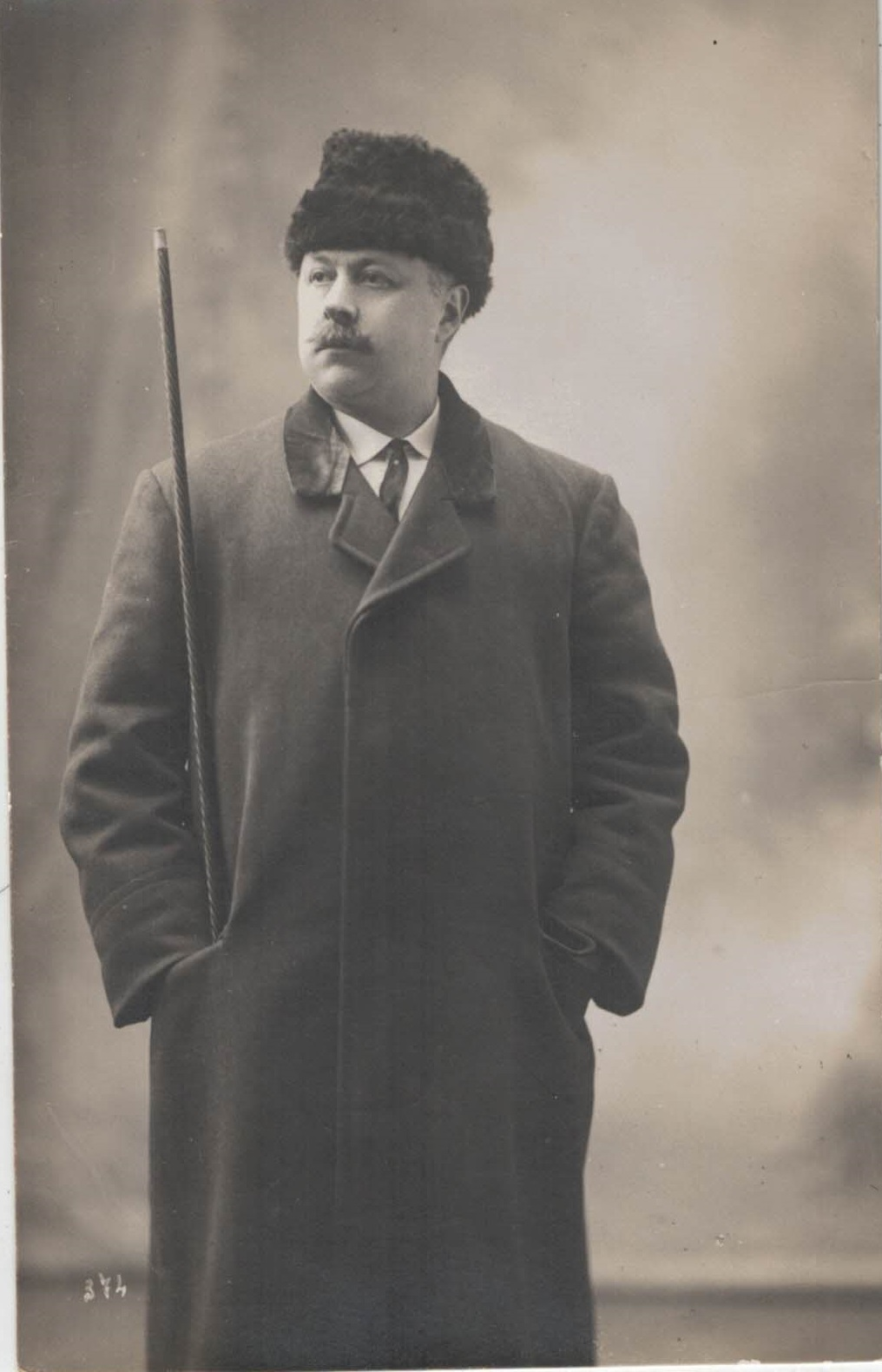
Foto di Flavio Bertelli
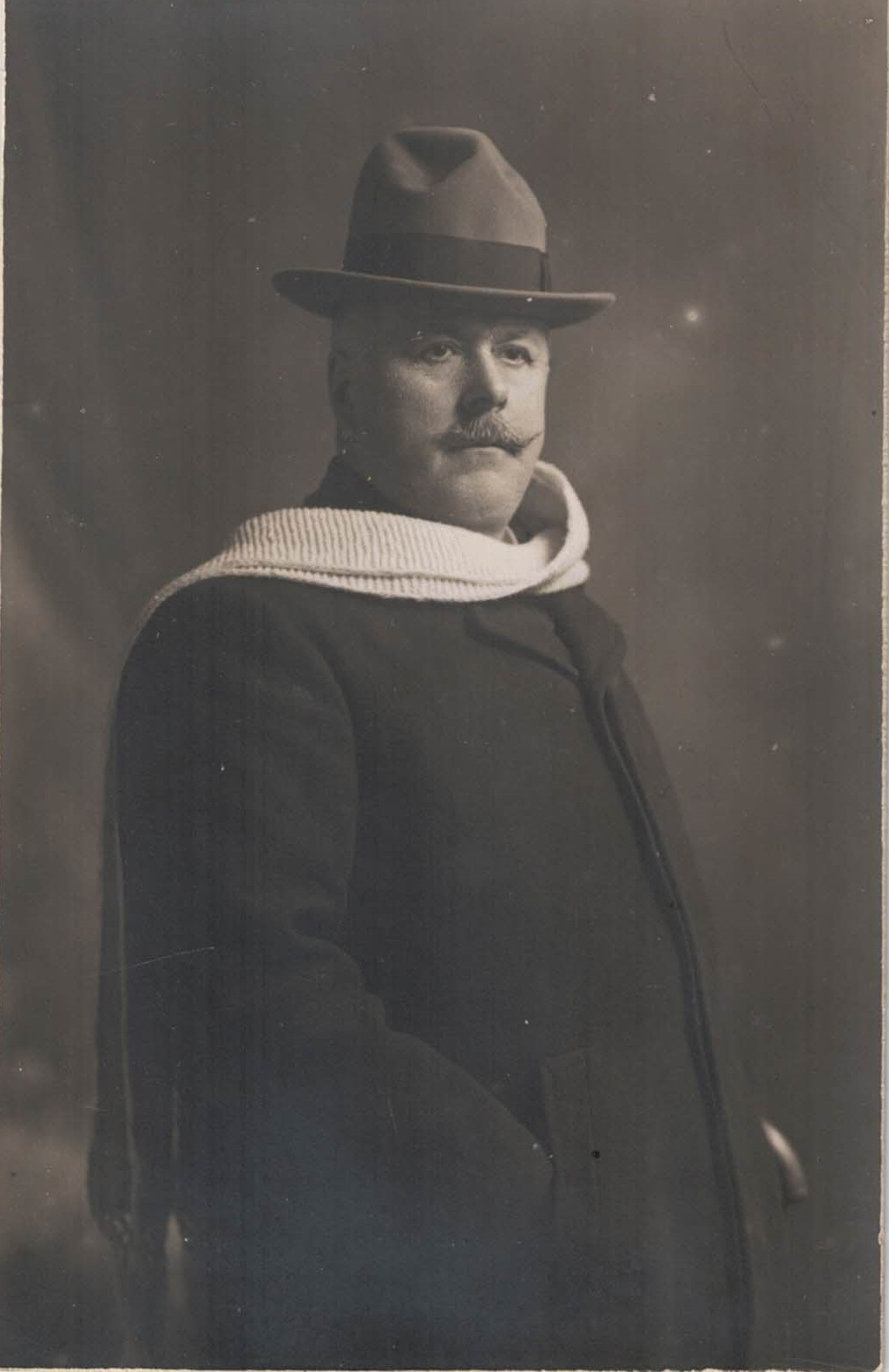
Foto di Flavio Bertelli
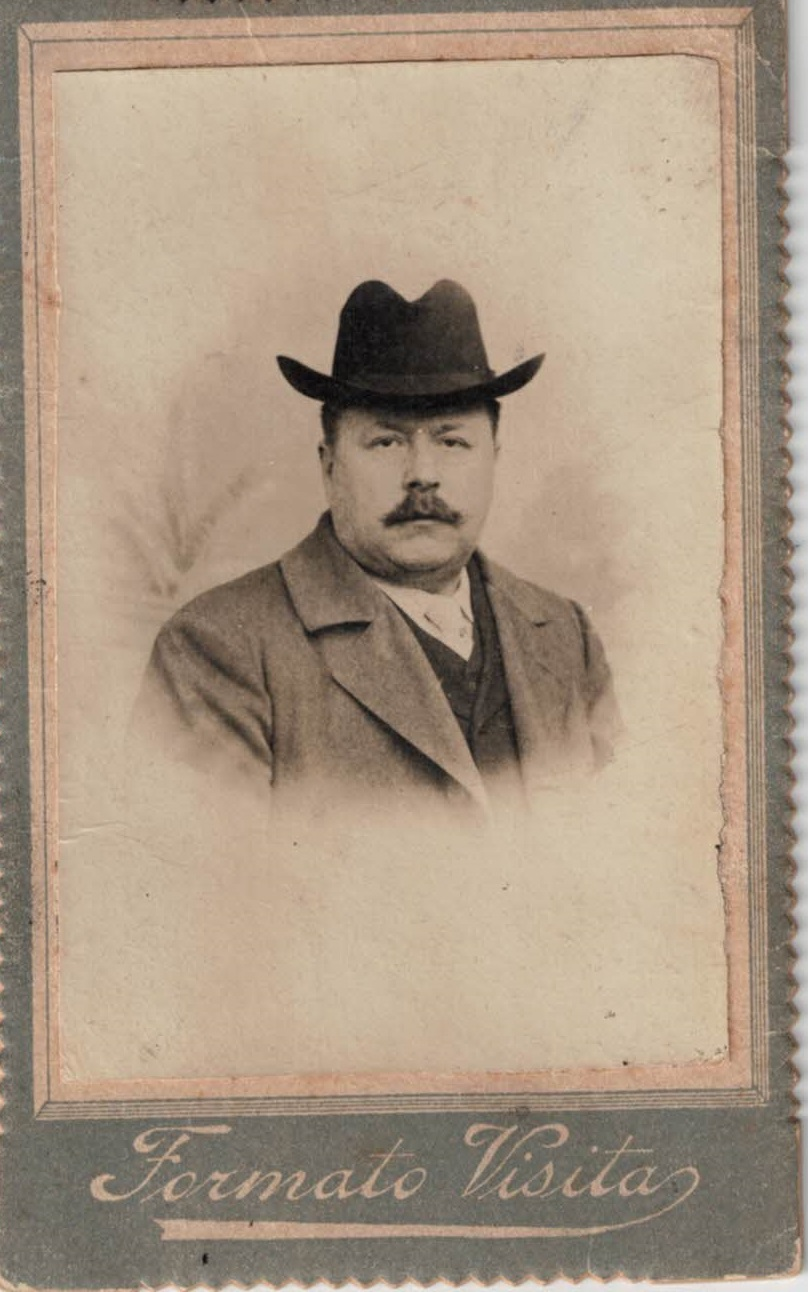
Foto di Flavio Bertelli

## Mostre più importanti
- 1952 Mostra promossa dal Circolo Artistico in occasione del decimo anniversario della morte dell'artista. Il catalogo elenca 92 opere, indicando anche la proprietà delle opere. Il comitato ordinatore della mostra è costituito da 5 pittori, tra cui Gino Marzocchi e l'amico Antonino Sartini.
- 1981 Mostra retrospettiva presso la Galleria “Il 2 di Quadri” a cura di Franco Solmi e Paolo Stivani.
- 1986 L'Associazione Francesco Francia gli dedica una retrospettiva, in collaborazione con l'Assessorato alla cultura del Comune di Bologna, a cura di Elena Gottarelli.
- 1991 Nel cinquantenario della sua scomparsa Bottegantica promuove una mostra personale a cura di Elena Gottarelli. Da questa mostra viene stampato un superbo catalogo a colori dove vengono presentate e commentate le opere presenti nella mostra. Nello stesso anno la Galleria d'Arte 56 promuove una mostra a cura di Paolo Stivani.
- 2015-2016 L'Associazione culturale Bologna per le Arti, in collaborazione con il Comune di Bologna, organizza una mostra antologica a Palazzo d'Accursio curata da Stella Ingino. Il catalogo derivante dalla mostra è completamente a colori (salvo 15 foto in bianco e nero) con 105 fotografie delle opere di Bertelli, con tanto di descrizione e con una completa e aggiornata bibliografia.